# Premjer-Liga
Premjer-Liga (ryska: Российская футбольная Премьер-Лига, Rossijskaja futbolnaja Premjer-Liga), förkortat RFPL, är den högsta divisionen i rysk fotboll för herrar. Premjer-Liga introducerades 2001 och efterträdde 2002 Vyssjij Divizion (ryska: Высший Дивизион, 'Första Divisionen') som var den högsta serien 1992–2001 (1992–1997 under namnet Высшая Лига, Vyssjaja Liga). Regerande mästare är Krasnodar.
Serien består av 16 lag. Efter säsongen flyttas två lag ned och ersätts av de två bäst placerade lagen i division 1.

## Historia
Efter Sovjetunionens kollaps 1991 grundade varje ny stat sin egen inhemska fotbollsliga. De sex bästa lagen från Sovjetiska Förstaligan bildade tillsammans med 14 andra lag från de lägre divisionerna den ryska högsta ligan. Högsta divisionen delades sedan upp för att minska antalet matcher för lagen. Lagen minskade från 18 stycken 1993 till 16 stycken 1994. Sedan dess har den ryska högsta ligan (sedan 2002 Premjer-Liga) innehållit 16 lag, förutom åren 1996 till 1997 då man testad att ta upp ytterligare två lag.
FK Spartak Moskva var det ledande laget under den här perioden då de vann hela nio gånger av tio. Spartak-Alania Vladikavkaz var det enda lag som kunde stoppa Spartak Moskvas marsch i ligan genom att bli mästare i högsta ligan 1995.
CSKA Moskva har vunnit titeln tre gånger och Lokomotiv Moskva två gånger.
2007 visade Zenit St. Petersburg att de också var ett ryskt topplag genom att vinna ligan. De vann senare också UEFA-cupen och blev det första ryska lag som vunnit UEFA Super Cup.
2008 och 2009 var Rubin Kazans år. Med Gurban Berdijev som tränare så har Rubin rest sig från ett mellanlag i Ryssland till ett topplag.

## Spelformat
Sexton klubbar deltar i Premjer-Liga. Traditionellt (se förändring nedan) har säsongen varat från mars till november, där varje klubb spelat två matcher mot de andra, en gång på hemmaplan och en gång på bortaplan, och sammanlagt 30 matcher. Ett lag får tre poäng för en vinst och en poäng för oavgjort. Inga poäng delas ut vid en förlust. Lagen rangordnas genom poängen, i slutet av varje säsong kröns den klubb som fått flest poäng som mästare. Om flera lag har samma poäng så skiljer man dem åt genom att se på:
- Antal vunna matcher
- Inbördes möten mellan lagen
- Målskillnad
- Antal gjorda mål
- Antal mål på bortaplan [3]

(är rangordnade efter avgörande faktorn)
Mästarlaget och tvåan kvalificerar sig direkt till gruppspel i Champions League. Laget på tredje plats kvalificerar sig till tredje kvalifikationsrundan till Champions League. Laget som placerar sig på fjärde plats får en slutspelsplats i Europa League och laget på femte plats får en plats i tredje kvalifikationsrundan till Europa League. De tre lägst placerade lagen flyttas ner till Ryska förstadivisionen, och de tre bästa lagen från förstadivisionen flyttas upp i deras ställe.
Under matcher är det tillåtet med högst 6 spelare med utländskt medborgarskap. Resten måste ha ryskt medborgarskap.

## Säsong
I Ryssland hade säsongen spelats vår-höst, och högstadivisionen börjat i början av mars och spelats till mitten av november, när ryska fotbollsunionen i september 2010 beslutade sig för att gå över till höst-vår, med 2011/2012 som övergångssäsong, och ha vinteruppehåll mellan mitten av november till början av mars.

## Klubbar säsongen 2021/2022
Säsongen 2021/2022 spelar följande lag i Premjer-Liga.
| Placering 2020/2021 | Klubb                  | Liga 2020/2021 | Kommentar                                                     |
| ------------------- | ---------------------- | -------------- | ------------------------------------------------------------- |
| 1                   | Zenit Sankt Petersburg | Premjer-Liga   | Kvalificerad för gruppspel i Champions League 2021/2022       |
| 2                   | FK Spartak Moskva      | Premjer-Liga   | Kvalificerad för kval till Champions League 2021/2022         |
| 3                   | FK Lokomotiv Moskva    | Premjer-Liga   | Kvalificerad för gruppspel i Europa League 2021/2022          |
| 4                   | FK Rubin Kazan         | Premjer-Liga   | Kvalificerad för kval till Europa Conference League 2021/2022 |
| 5                   | PFK Sotji              | Premjer-Liga   | Kvalificerad för kval till Europa Conference League 2021/2022 |
| 6                   | CSKA Moskva            | Premjer-Liga   |                                                               |
| 7                   | FK Dynamo Moskva       | Premjer-Liga   |                                                               |
| 8                   | FK Chimki              | Premjer-Liga   |                                                               |
| 9                   | FK Rostov              | Premjer-Liga   |                                                               |
| 10                  | FK Krasnodar           | Premjer-Liga   |                                                               |
| 11                  | FK Akhmat Groznyj      | Premjer-Liga   |                                                               |
| 12                  | FK Ural                | Premjer-Liga   |                                                               |
| 13                  | FK Ufa                 | Premjer-Liga   |                                                               |
| 14                  | FK Arsenal Tula        | Premjer-Liga   |                                                               |
| 1                   | Krylja Sovetov Samara  | FNL            | Uppflyttad till Premjer-Liga                                  |
| 3                   | FK Nizjnij Novgorod    | FNL            | Uppflyttad till Premjer-Liga                                  |

## Uefa-rankning
Rankning av nationella ligor januari 2020 (uppdaterat 4 januari 2020)
1. Spanien – La Liga
2. England – Premier League
3. Tyskland – Fußball-Bundesliga
4. Italien – Serie A
5. Frankrike – Ligue 1
6. Portugal – Primeira Liga
7. Ryssland – Premjer-Liga
8. Belgien – Jupiler Pro League
9. Nederländerna – Eredivisie
10. Ukraina – Premjer-liha

## Mästare och målskyttar
| Säsong  | Mästare                    | 2:a plats              | 3:e plats               | Målskytt                                                                               |
| ------- | -------------------------- | ---------------------- | ----------------------- | -------------------------------------------------------------------------------------- |
| 1992*   | Spartak Moskva             | Spartak Vladikavkaz    | Dynamo Moskva           | Veli Kasumov (Dynamo, 16 mål)                                                          |
| 1993    | Spartak Moskva (2)         | Rotor Volgograd        | Dynamo Moskva           | Viktor Pantjenko (KamAZ, 21 mål)                                                       |
| 1994    | Spartak Moskva (3)         | Dynamo Moskva          | Lokomotiv Moskva        | Igor Simutenkov (Dynamo, 21 mål)                                                       |
| 1995    | Alania Vladikavkaz         | Lokomotiv Moskva       | Spartak Moskva          | Oleg Veretennikov (Rotor, 25 mål)                                                      |
| 1996    | Spartak Moskva (4)         | Alania Vladikavkaz     | Rotor Volgograd         | Aleksandr Maslov (Rostselmasj, 23 mål)                                                 |
| 1997    | Spartak Moskva (5)         | Rotor Volgograd        | Dynamo Moskva           | Oleg Veretennikov (Rotor, 22 mål)                                                      |
| 1998**  | Spartak Moskva (6)         | CSKA Moskva            | Lokomotiv Moskva        | Oleg Veretennikov (Rotor, 22 mål)                                                      |
| 1999    | Spartak Moskva (7)         | Lokomotiv Moskva       | CSKA Moskva             | Georgi Demetradze (Alania, 21 mål)                                                     |
| 2000    | Spartak Moskva (8)         | Lokomotiv Moskva       | Torpedo Moskva          | Dmitrij Loskov (Lokomotiv, 15 mål)                                                     |
| 2001    | Spartak Moskva (9)         | Lokomotiv Moskva       | Zenit Sankt Petersburg  | Dmitrij Vjazmikin (Torpedo, 18 mål)                                                    |
| 2002*** | Lokomotiv Moskva           | CSKA Moskva            | Spartak Moskva          | Rolan Gusev (CSKA, 15 mål) Dmitrij Kiritjenko (CSKA, 15 mål)                           |
| 2003    | CSKA Moskva                | Zenit Sankt Petersburg | Rubin Kazan             | Dmitrij Loskov (Lokomotiv, 14 mål)                                                     |
| 2004    | Lokomotiv Moskva (2)       | CSKA Moskva            | Krilija Sovjetov Samara | Aleksandr Kerzjakov (Zenit, 18 mål)                                                    |
| 2005    | CSKA Moskva (2)            | Spartak Moskva         | Lokomotiv Moskva        | Dmitrij Kiritjenko (Moskva, 14 mål)                                                    |
| 2006    | CSKA Moskva (3)            | Spartak Moskva         | Lokomotiv Moskva        | Roman Pavljutjenko (Spartak Moskva, 18 mål)                                            |
| 2007    | Zenit Sankt Petersburg     | Spartak Moskva         | CSKA Moskva             | Roman Pavljutjenko (Spartak Moskva, 14 mål) Roman Adamov (Moskva, 14 mål)              |
| 2008    | Rubin Kazan                | CSKA Moskva            | Dynamo Moskva           | Vagner Love (CSKA Moskva, 20 mål)                                                      |
| 2009    | Rubin Kazan (2)            | Spartak Moskva         | Zenit Sankt Petersburg  | Welliton (Spartak Moskva, 21 mål)                                                      |
| 2010    | Zenit Sankt Petersburg (2) | CSKA Moskva            | Rubin Kazan             | Welliton (Spartak Moskva, 21 mål)                                                      |
| 2011–12 | Zenit Sankt Petersburg (3) | Spartak Moskva         | CSKA Moskva             | Seydou Doumbia (CSKA Moskva, 28 mål)                                                   |
| 2012–13 | CSKA Moskva (4)            | Zenit Sankt Petersburg | Anzji Machatjkala       | Jowra Movsisian (FK Krasnodar/Spartak Moskva, 13 mål) Wanderson (FK Krasnodar, 13 mål) |
| 2013–14 | CSKA Moskva (5)            | Zenit Sankt Petersburg | Lokomotiv Moskva        | Seydou Doumbia (CSKA Moskva, 18 mål)                                                   |
| 2014–15 | Zenit Sankt Petersburg (4) | CSKA Moskva            | FK Krasnodar            | Hulk (Zenit Sankt Petersburg, 15 mål)                                                  |
| 2015–16 | CSKA Moskva (6)            | Rostov                 | Zenit Sankt Petersburg  | Fjodor Smolov (FK Krasnodar, 20 mål)                                                   |
| 2016–17 | Spartak Moskva (10)        | CSKA Moskva            | Zenit Sankt Petersburg  | Fjodor Smolov (FK Krasnodar, 18 mål)                                                   |
| 2017–18 | Lokomotiv Moskva (3)       | CSKA Moskva (8)        | Spartak Moskva (3)      | Quincy Promes (Spartak Moscow, 15 mål)                                                 |
| 2018–19 | Zenit Sankt Petersburg (5) | Lokomotiv Moskva (5)   | Krasnodar (2)           | Fiodor Cjalov (CSKA, 15 mål)                                                           |
| 2019-20 | Zenit Sankt Petersburg (6) | Lokomotiv Moskva (6)   | Krasnodar               |                                                                                        |

## Maratontabell
Uppdaterad 10 juli 2017
| Plats | Klubb                          | Säsong | Spells | Senaste spelade säsongen | Spelade | Vunna | Lika | Förluster | Mål      | Poäng | Guld | Silver | Brons |
| ----- | ------------------------------ | ------ | ------ | ------------------------ | ------- | ----- | ---- | --------- | -------- | ----- | ---- | ------ | ----- |
| 1     | Spartak Moskva                 | 25     | 1      |                          | 773     | 428   | 185  | 160       | 1424-816 | 1469  | 10   | 5      | 2     |
| 2     | CSKA Moskva                    | 25     | 1      |                          | 773     | 406   | 180  | 187       | 1148-731 | 1398  | 6    | 7      | 3     |
| 3     | Lokomotiv Moskva               | 25     | 1      |                          | 773     | 375   | 218  | 180       | 1131-718 | 1343  | 2    | 4      | 5     |
| 4     | Zenit Sankt Petersburg         | 22     | 2      |                          | 682     | 334   | 192  | 156       | 1085-680 | 1194  | 4    | 3      | 4     |
| 5     | Dynamo Moskva                  | 24     | 1      |                          | 742     | 307   | 212  | 223       | 1053-865 | 1133  | -    | 1      | 4     |
| 6     | Krylja Sovetov Samara          | 24     | 2      | 2016/17                  | 746     | 233   | 207  | 306       | 793-971  | 906   | -    | -      | 1     |
| 7     | Rostov                         | 23     | 3      |                          | 712     | 207   | 206  | 299       | 758-959  | 827   | -    | 1      | -     |
| 8     | Torpedo Moskva                 | 16     | 2      | 2014/15                  | 492     | 188   | 142  | 162       | 625-598  | 706   | -    | -      | 1     |
| 9     | Rubin Kazan                    | 14     | 1      |                          | 434     | 184   | 122  | 128       | 570-434  | 674   | 2    | -      | 2     |
| 10    | Alania Vladikavkaz             | 16     | 3      | 2012/13                  | 489     | 179   | 109  | 201       | 630-663  | 646   | 1    | 2      | -     |
| 11    | Rotor Volgograd                | 13     | 1      | 2004                     | 402     | 151   | 109  | 142       | 562-506  | 562   | -    | 2      | 1     |
| 12    | Saturn Moskva Oblast           | 12     | 1      | 2010                     | 360     | 120   | 121  | 119       | 396-378  | 481   | -    | -      | -     |
| 13    | Amkar Perm                     | 13     | 1      |                          | 404     | 114   | 131  | 159       | 368-478  | 473   | -    | -      | -     |
| 14    | Akhmat Grozny                  | 10     | 2      |                          | 314     | 102   | 77   | 135       | 322-404  | 383   | -    | -      | -     |
| 15    | Moskva                         | 9      | 1      | 2009                     | 270     | 92    | 83   | 95        | 295-311  | 359   | -    | -      | -     |
| 16    | Anzji Machatjkala              | 9      | 3      |                          | 284     | 86    | 83   | 115       | 299-353  | 341   | -    | -      | 1     |
| 17    | Sjinnik Jaroslavl              | 10     | 4      | 2008                     | 304     | 85    | 86   | 133       | 294-403  | 341   | -    | -      | -     |
| 18    | Ural Sverdlovsk Oblast         | 9      | 2      |                          | 278     | 93    | 58   | 127       | 337-421  | 337   | -    | -      | -     |
| 19    | Kuban Krasnodar                | 9      | 5      | 2015/16                  | 284     | 75    | 96   | 113       | 304-379  | 321   | -    | -      | -     |
| 20    | Krasnodar                      | 6      | 1      |                          | 194     | 88    | 54   | 52        | 295-213  | 318   | -    | -      | 1     |
| 21    | Tom Tomsk                      | 9      | 2      | 2016/17                  | 284     | 75    | 77   | 132       | 259-395  | 302   | -    | -      | -     |
| 22    | Tjernomorets Novorossijsk      | 8      | 2      | 2003                     | 248     | 74    | 65   | 109       | 274-357  | 287   | -    | -      | -     |
| 23    | Lokomotiv Nizjnij Novgorod     | 8      | 2      | 2000                     | 248     | 68    | 63   | 117       | 233-356  | 267   | -    | -      | -     |
| 24    | Zjemtjuzjina Sotji             | 7      | 1      | 1999                     | 222     | 61    | 57   | 104       | 263-390  | 240   | -    | -      | -     |
| 25    | Spartak Naltjik                | 6      | 1      | 2011/12                  | 194     | 54    | 57   | 83        | 207-239  | 219   | -    | -      | -     |
| 26    | Energia-Tekstilsjtjik Kamysjin | 5      | 1      | 1996                     | 158     | 53    | 43   | 62        | 172-177  | 202   | -    | -      | -     |
| 27    | KamAZ                          | 5      | 1      | 1997                     | 162     | 51    | 32   | 79        | 198-253  | 179   | -    | -      | -     |
| 28    | Uralan Elista                  | 5      | 2      | 2003                     | 150     | 36    | 39   | 75        | 138-225  | 147   | -    | -      | -     |
| 29    | Lutj-Energija Vladivostok      | 4      | 2      | 2008                     | 124     | 34    | 32   | 58        | 116-187  | 134   | -    | -      | -     |
| 30    | Baltika Kaliningrad            | 3      | 1      | 1998                     | 98      | 30    | 37   | 31        | 114-111  | 127   | -    | -      | -     |
| 31    | Fakel Voronezj                 | 4      | 3      | 2001                     | 124     | 31    | 29   | 64        | 101-175  | 122   | -    | -      | -     |
| 32    | Dynamo Stavropol               | 3      | 1      | 1994                     | 94      | 27    | 23   | 44        | 94-125   | 104   | -    | -      | -     |
| 33    | FK Ufa                         | 3      | 1      |                          | 90      | 25    | 26   | 39        | 73-108   | 101   | -    | -      | -     |
| 34    | Tjumen                         | 5      | 3      | 1998                     | 154     | 25    | 26   | 103       | 116-326  | 101   | -    | -      | -     |
| 35    | Volga Nizjnij Novgorod         | 3      | 1      | 2013/14                  | 104     | 25    | 16   | 63        | 87-171   | 91    | -    | -      | -     |
| 36    | Mordovia Saransk               | 3      | 2      | 2015/16                  | 90      | 20    | 22   | 48        | 82-150   | 82    | -    | -      | -     |
| 37    | Okean Nachodka                 | 2      | 1      | 1993                     | 64      | 22    | 14   | 28        | 65-83    | 80    | -    | -      | -     |
| 38    | Chimki                         | 3      | 1      | 2009                     | 90      | 17    | 23   | 50        | 86-151   | 74    | -    | -      | -     |
| 39    | Asmaral Moskva                 | 2      | 1      | 1993                     | 60      | 19    | 11   | 30        | 74-102   | 68    | -    | -      | -     |
| 40    | Sokol Saratov                  | 2      | 1      | 2002                     | 60      | 17    | 13   | 30        | 55-87    | 64    | -    | -      | -     |
| 41    | Arsenal Tula                   | 2      | 2      |                          | 60      | 14    | 11   | 35        | 38-86    | 53    | -    | -      | -     |
| 42    | Lada Togliatti                 | 2      | 2      | 1996                     | 64      | 10    | 16   | 38        | 42-105   | 46    | -    | -      | -     |
| 43    | Orenburg                       | 1      | 1      | 2016/17                  | 30      | 7     | 9    | 14        | 25-36    | 30    | -    | -      | -     |
| 44    | Sibir Novosibirsk              | 1      | 1      | 2010                     | 30      | 4     | 8    | 18        | 34-58    | 20    | -    | -      | -     |

## Intressanta fakta
- Två gånger (1996 och 2002) har ligan blivit tvungen att avgöras med en extramatch, på grund av lika många poäng i sista omgången (1996: Spartak Moskva — Alania 2:1; 2002: CSKA Moskva — Lokomotiv Moskva 0:1). Båda gångerna har Valerij Gazzajev coachat lagen och båda gångerna har han förlorat.
- Den holländska tränaren Dick Advocaat blev den första utlänningen att vinna RPL. Han vann 2007 ligan med Zenit Sankt Petersburg. Det efterföljande året så upprepade den turkmeniska tränaren för Rubin Kazan, Kurban Berdjev den bragden.
- Endast 5 lag har varit med alla år sedan RPL infördes. Det är CSKA Moskva, Dynamo Moskva, Krilija Sovjetov, Lokomotiv Moskva och Spartak Moskva. Krylja Sovetov däremot har fyra matcher fler spelade än de andra på grund av att spelsystemet var annorlunda 1992, då spelades ligan i "grupper" (liknande dem i en vanlig fotbollscup). Krylja Sovetov hade då fler lag i sin grupp än de andra 4-klubbarna.
- Sjinnik Jaroslavl & Kuban Krasnodar är de två lag som har flyttats ner oftast. De har flyttats ner hela fyra gånger och Kuban har aldrig spelat två säsonger i rad i RPL.